# Sigurd Martin Daecke
Sigurd Martin Daecke (* 22. November 1932 in Hamburg) ist ein deutscher Theologe. Ab 1972 war er ordentlicher Professor für Evangelische Theologie und ihre Didaktik in Aachen.

## Leben
Sigurd M. Daecke studierte evangelische Theologie in Tübingen, Göttingen und Hamburg. Nach der Promotion zum Dr. theol. im Jahr 1967 wurde er zwischen 1957 und 1964 er Vikar, Pfarrer, wissenschaftlicher Assistent und theologischer Redakteur in Hamburg. Anschließend war Daecke bis 1970 als Redakteur der Zeitschriften Radius (Evangelische Akademikerschaft) und Evangelische Kommentare (Monatsschrift) in Stuttgart tätig, zuletzt  als Chefredakteur von Evangelische Kommentare. Im Jahr 1972 wurde er auf den Lehrstuhl für Evangelische Theologie und ihre Didaktik an der PH Aachen berufen und seit 1989 an der Philosophischen Fakultät der RWTH Aachen.
Daeckes Forschungsschwerpunkte sind Theologie der Natur auf interdisziplinärer Basis und Wissenschafts-, Technik- und Umweltethik.
Im Jahr 1967 erhielt er den Straßburg-Preis der Universität Straßburg.

## Privates
Sigurd Daecke ist verheiratet mit Rosemarie Daecke, geborene Seeger, hat zwei Söhne (Dirk und Nils Daecke) und wohnt in Aachen.

## Schriften (Auswahl)
- Teilhard de Chardin und die evangelische Theologie. Die Weltlichkeit Gottes und die Weltlichkeit der Welt. Göttingen 1967. OCLC 1080661666.
- Der Mythos vom Tode Gottes. Ein kritischer Überblick. Hamburg 1969; 2. Auflag3e 1970. OCLC 463107338.
- mit Wolfhart Pannenberg, Gerhard Sauter und Hans Norbert Janowski: Grundlagen der Theologie – ein Diskurs. Kohlhammer, Stuttgart 1974.
- als Herausgeber mit Carsten Bresch und Helmut Riedlinger: Kann man Gott aus der Natur erkennen? Evolution als Offenbarung. Freiburg im Breisgau 1990, ISBN 3-451-02125-0.
- als Herausgeber: Naturwissenschaft und Religion. Ein interdisziplinäres Gespräch. Mannheim 1993, ISBN 3-411-15711-9.